# 영일번관

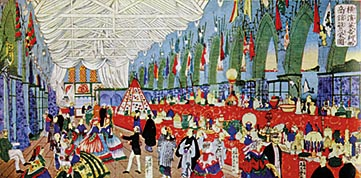
영일번관에서 개최된 전시회의 모습, 해외에서 가져온 물건을 전시하고 있다. 요코하마 영국상관의 번영 그림』慈斉芬幾 작

영일번관(일본어: 英一番館 에이이치반칸[*])은 에도 시대 후기에 요코하마에 만들어진 길드 사무소이며, 자딘 매터슨 상회가 처음으로 일본에 개설한 지점이다. 현재 가나가와현 요코하마시 나카구 야마시타 쵸 1번지(구 야마시타 쵸 거류지 1 번관)에 세워져 있었다.

## 연혁
1858년(안세이 5년), 미일수호통상조약 체결 이후 개항을 강요당한 에도 막부는 지금까지 작은 어촌이었던, 요코하마에 무역항을 만들게 했다. 그 후 요코하마는 영사관이나 길드 사무소, 양옥 주택이 늘어선 항구 도시로 성장해 갔다.
1859년(안세이 6년), 자딘 매터슨 상회 상하이 지점에 있던 영국인 윌리엄 케직(창업자 윌리엄 자딘의 누나 아들)은 ‘자딘 매터슨 상회 요코하마 지점’을 설립하게 된다. 이것이 일본에 진출한 최초의 외국계 기업으로 알려지게 된다.
자딘 매터슨 상회는 길드사무소의 건설을 가시마 건설의 창업자인 가시마 이와키치에 의뢰를 했다. 건설 부분은 홍콩 본사에서 데리고 온 중국인 부하에게 영어로 지시하여 중국인 부하가 한자를 사용한 필담으로 일본인에 전달한 것으로 알려졌다. 최초의 서양식 건축물 건설은 고생이 많은 “에이이치반칸의 대건축 공사는 꽤 고심과 노력을 기울이게 되었다”라고 말을 했고, 결국은 “공사는 순조롭게 진행되었고, 이익도 많다. 이것으로 한 치의 기틀이 잡힌 모양이었다.”고 말한다. 1860년(만엔 원년) 팔작집 지붕의 목조 2층의 길드 사무소가 완성되었다. 지역 주민들은 ‘영일번관’으로 사랑하게 된다. 외관은 ‘매우 빈약’했던 것 같았지만, 내부는 위 그림처럼 큰 전시회를 거행할 수 있는 길드 사무소로 발전했다.
1866년(게이오 2년)의 대화재로 요코하마 거류지의 4분의 1이 화재로 소실되었고, 영일번관도 불타버렸다. 1868년(게이오 4년) 5월에 20m 사방에서 1층에 3개, 2층에 두 침실을 가진 백악의 건물을 재건하고 1869년(메이지 2년) 2월에 준공했다. 우키요에와 사진으로 볼 수 있는 영일번관이 두 번째로 지어진 것이다. 카시마 건설과 연관이 되었는지 여부는 알 수 없다.
1868년(메이지 원년)에 요시다 겐조(요시다 시게루의 양부)가 요코하마 지점장으로 취임했다. 메이지 신정부를 상대로 군함과 무기, 실크이 매매로 눈부신 성과를 올린다. 요시다는 1871년에 퇴사하고 독립한다.
1923년(다이쇼 12년), 관동대지진으로 다시 전소되었다. 1932년에 요코하마를 떠나 고베로 본사를 옮겼다.

## 조슈오걸
1863년(분큐 3년), 윌리엄 케직은 이노우에 가오루, 엔도 긴스케, 야마오 요조, 이노우에 마사루, 이토 히로부미로 일컫는 조슈오걸의 영국 유학을 지원했다.

## 유적
현재 철거지인 가나가와 현 요코하마 시 나카구 야마시타 쵸 1번지(옛 야마시타 쵸우 거류지 제일관)에는 실크 센터(국제 무역 관광 회관)가 들어서 있다. 입구에는 1954년에 설치된 기념비와 명판이 있다.